# Кам'яниста пустеля

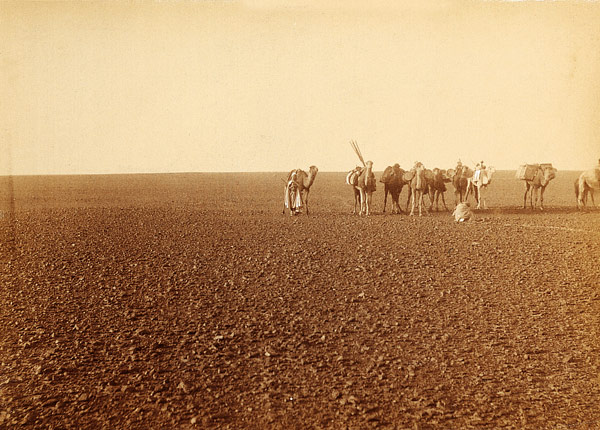
Чорна гамада у Алжирі.

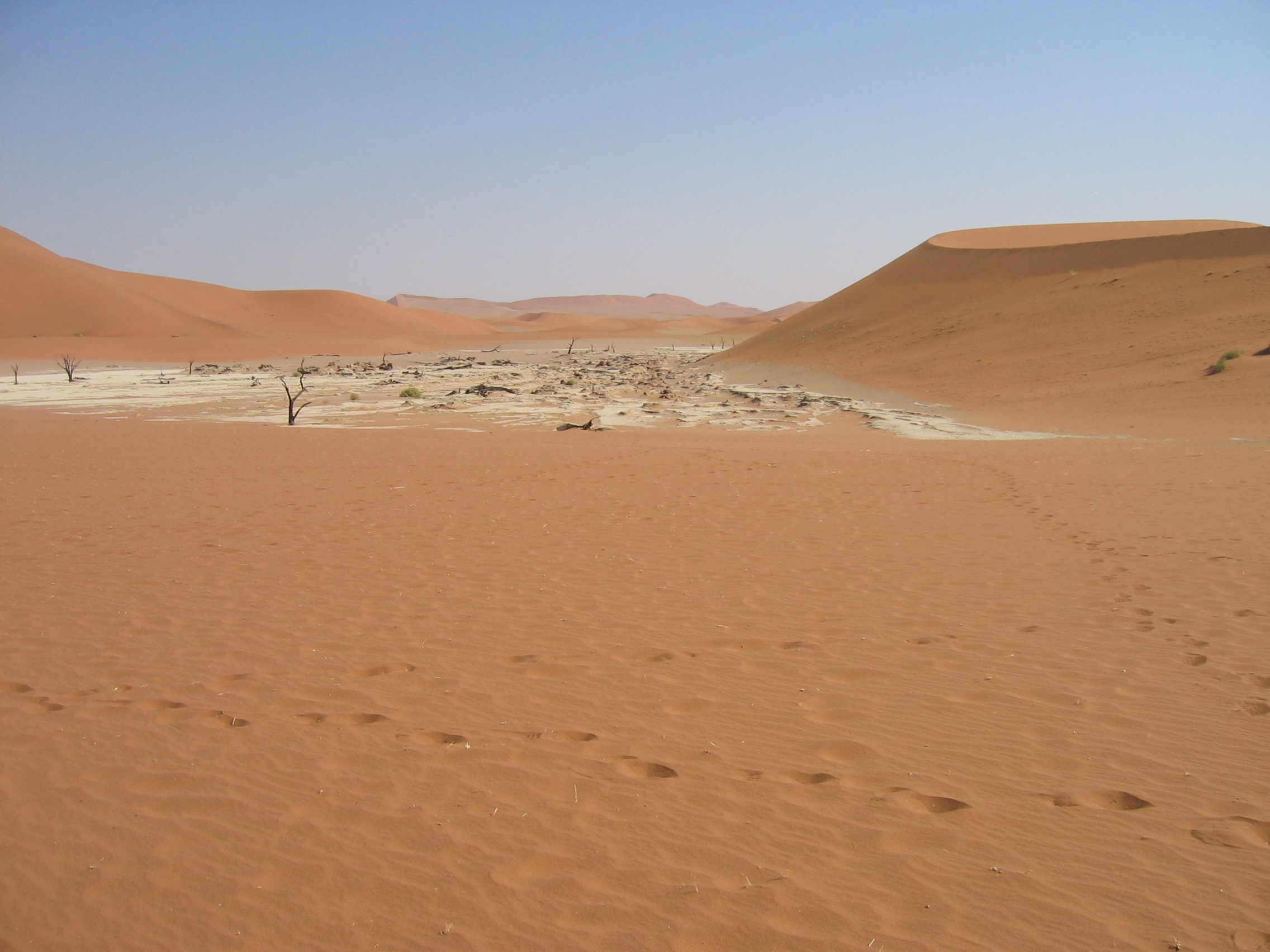
Влеї серед дюн

Кам'яниста пустеля — підвищене плато, часто з краями, що круто обриваються, покрите тонким шаром уламкового матеріалу, що утворюється за рахунок руйнування корінних порід. 

## Утворення
Накопичення на поверхні щебінки відбувається внаслідок видування і вимивання дрібнозему. Під щебнистим шаром залягає невеликий (10-100 см) шар дрібнозему, який донизу інтенсивно збагачується вапном, а на контакті з корінною породою — гіпсом. 

У деяких випадках щебнистий матеріал приноситься іззовні. Наприклад, на пролювіальні шлейфи, що оздоблюють гори, щебнистий матеріал може потрапляти зі схилів гір. Іноді поверхня кам'янистої пустелі буває покрита обкатаним галечником. Останній може накопичуватися вздовж русел пустельних річок або в результаті розвівання вітром  алювіальних відкладень і виносу дрібноземистого матеріалу. У рідкісних випадках кам'яниста пустеля являє оголену поверхню корінних порід. Деякі автори розглядали кам'янисту пустелю як проміжну стадію між гірської і піщаною пустелею. В даний час цей погляд залишений.

## Поширення
Кам'янисті пустелі розвинені на пустельних плато Устюрт, Кизил-Кумів та  Вірменії. 

Кам'янисті гіпсофітні пустелі приурочені до останцевих височин, пасом і нізкогорних масивів центральній частині Кизилкумів, Мангишлака, східної частини Бетпак-Дала, вирівняних поверхонь західних плато, складених сарматськими вапняками, що підсилюють аридність (Устюрт, Мангишлакський, Капланкир та ін.). Зустрічаються вони і в  Алакольській улоговині. Найхарактернішою рисою цих пустель, яка визначає умови існування рослин, є скупчення гіпсу в ґрунті, що утворюють особливий гіпсовий горизонт. Гіпс цементує глинисті і піщані частинки. Утворюється дуже щільний шар.

Наявність гіпсу виключає можливість зростання тут багатьох рослин. Рослинний покрив вкрай розріджений. Практично рослини розкидані окремими екземплярами і не утворюють угруповань. З рослин найхарактерніші Полини (сірий, туранський, майкара) і гіпсофіти, серед яких багато листових сукулентів, тобто рослин з м'ясистим листям. Зустрічаються ефедра, терескен та ін. Серед рослин кам'янистих пустель особливо багато ендеміків. Із загального числа (100–120) видів вони становлять більше половини.
Поверхня всіяна щебенем, нерідко покрита твердою пустельною кіркою, в яку ця щебінка упаяна. Ґрунти скелетні, з великою кількістю щебеню і хрящуватих частинок. На найкам'янистіших ґрунтах поселяється боялич, там, де більше глинистих часток, ростуть біюргун і тасбіюргун (нанофітон). Тваринний світ кам'янистих гіпсових пустель особливо мізерний.